# Ammurapi
Ammurapi fou el darrer governant i rei de l'edat del bronze a l'antiga ciutat siriana d'Ugarit, des del 1215 aC 1180 aC. Ammurapi fou contemporani del rei hitita Subiluliuma II. Va escriure una sentida carta (RS 18.147) en resposta a una súplica d'ajut per part del rei d'Alashiya la qual ha estat conservada. S'hi destaquen dramàticament la desesperada situació d'Ugarit a la qual havia de fer front Ugarit, mentre es trobava sota l'atac dels invasors Pobles de la mar.
Ammurapi va escriure:
| « | Pare meu, heus ací que els vaixells enemics van venir (aquí); van cremar les meves ciutats (?), i van fer moltes maleses al meu país. Que no sap el meu pare que totes les meves tropes i carros (?) es troben al país de Hatti, i tots els meus vaixells es troben al país de Lukka?...Així doncs, el país es troba abandonat a si mateix. Que el meu pare ho sàpiga: els set vaixells de l'enemic que van arribar aquí ens han infligit molt del mal". | » |

Ugarit hauria esdevingut un dels molts antics estats del Pròxim Orient que haurien estat destruïts o abandonats durant el col·lapse de l'Edat del bronze.